# Kenneth Iverson
Kenneth Eugene Iverson (n.17 decembrie 1920, Camrose, Alberta, Canada - d. 19 octombrie 2004, Toronto, Canada) a fost un informatician canadian, celebru pentru dezvoltarea limbajului de programare APL în 1957. A primit Premiul Turing din partea ACM în 1979 pentru contribuțiile aduse în domeniile notației matematice și teoriei limbajelor de programare.